# Серапион Владимирски
Серапион Владимирски, Серапион Печерски (? - 1275) - руски проповедник и писац, у последњој години живота - епископ Владимирски, Суздаљски и Нижњи Новгород.
Сачувано је мало података о његовом животу. У летопису се наводи да је 1274. године митрополит Кирил именовао архимандрита (у другим списима - игумана) Кијево-печерског манастира Серапиона за епископа Владимирског, Суздаљског и Нижњег Новгорода, а следеће године Серапион је умро. Време његовог игуманства у Кијево-печерском манастиру одређује се 1249-1274. Очигледно је био сведок разарања Кијева од стране Бату-кана1240. године.
Хроника бележи да је био „веома поучан и начитан“, односно начитан у духовној литератури и познат као проповедник.
Ништа се не зна о чињеници да је Серапион канонизован, међутим, све до 19. века, он је био поштован у народу као посредник у тешким околностима.
У својим посланицама он позива вернике на покајање, подсећајући их на страшне божанске казне - земљотресе (можда је реч о земљотресу 1258. и најезди туђинаца. У 13. веку, руске земље, које се још нису ослободиле Батуове инвазије, доживеле су период невоља. О овом трагичном времену Серапион говори: „Ево, већ нас је бог знакова казнио затресањем земље својом заповестом: не говори речи, него кажњавај дела. Ми смо погубљени за свако, Бог не може да отклони зло обичаја. Данас ће се земља трести и љуљати, многи зли греси желе да се отресу са земље, као лишће са дрвета. Да ли неко треба да каже: „Пре овог шока, биле су војске, било је пожара“, и да каже: „Тако је, али шта ће онда бити са нама?“ Зар није глад? зар није куга? зар нема много војске? Ми се, међутим, нисмо покајали све док на нас није дошао језик немилосрдног Бога; и уништио нашу земљу, опустошио наше градове, порушио наше свете цркве, убио оца и браћу наше, и оскрнавио наше мајке и сестре.”

## Смрт Владимира Серапиона
Серапион позива да се одустане од неправедног суђења, од „пљачке, таба, пљачке и нечисте прељубе, изопштавања Бога, псовки, лажи, клевета, псовки и клевета, других сто ствари“, тек тада ћемо, нада се проповедник, „утешити Бог неба, звани синови, помиловаће нас, одузети ће нам тугу земаљску и дати нам миран исход за овај живот.”
О истој ствари, о лошем моралу и поступцима, који је, по Серапиону, разлог за гнев Божији, говори се и у његовој другој поруци: поново подсећа на заточеништво земље, на заробљене градове, на лешеве. убијених мушкараца и заробљених жена и деце, осликавајући заиста трагичну слику опште несреће: „Ово се већ ближи 40 година клонулости и муке, а с обзиром да нам тешко бреме неће престати, гвожђе, пошаст је на трбуху нашем, и не можемо јести свој хлеб у сласти, и наш уздах и туга исушују наше кости“. И опет проповедник позива на покајање, на одрицање од грехова у нади на милост Божију.
Трећа Серапионова „посланица” посвећена је истој теми – осликавајући савремене догађаје, али сваки пут проналази све више и више нових боја, приказујући трагичну судбину руске земље разорене инвазијом: крв његових родитеља и браће заситила је земљу, као вода у поплави, нестадоше тврђаве и снага наших кнезова и намесника, градови опусте, села зарасла у коров, наша богатства постадоше блага туђина.
У четвртој и петој посланици, Серапион се супротставља паганском обичају, на подстицај мага, да се погубе људи оптужени за враџбине. Серапион осуђује ова сујеверја у пуном оклопу свог хришћанског образовања: „Где је ово у Писму, да ли човек има изобиља или сиромаштва? да служи или киши или топлоти? Ох, глупости! Бог све ствара како хоће; пошаљи несрећу и сиромаштво за наше грехе и казни нас, доводећи нас до покајања.”
Серапион у „Беседи о немару вере“ јадикује да су, за разлику од незнабожаца, који не убијају своје сувернике, не пљачкају, не обмањују, не клеветају и не краду, његови хришћански савременици су испуњени неистином и завист, немилосрдност; они пљачкају, убијају и продају своју браћу незнабошцима: „Јер они су гадови који не знају закона Божијег, не убијају своје сувернике, не пљачкају, не варају, не клевећу, не краду; Сваки прљав човек неће продати свог брата; али ко их задеси несрећа, они ће га откупити и дати за провиђење; и приказано је шта се нађе у трговини; и створени смо, верно, у име крштења Божијег и, слушајући заповести Његове, увек смо испуњени неистином и завишћу, немилосрђем; ми пљачкамо нашу браћу, убијамо их, продајемо их за смеће; Обади, завист, ма колико снажно, уништавали су се, али све Бог дрља. Био племић или простак, сав плен убоде, као да некога увреди.”.
Серапионове посланице одликују се високом уметничком вредношћу: у њима је истанчано мајсторство реторике са необичном једноставношћу и сјајношћу језика, емоционалност са искреношћу. Серапионова опомена није само нова појава у књижевности, већ живо сведочанство трагичних догађаја, одраз болних размишљања о узроцима нечувених недаћа које су задесиле руску земљу и руски народ, који је вапио Богу у помоћ. Чинило се да Серапионово дело означава очување у постмонголској књижевности најбољих традиција свечане и учитељске елоквенције Кијевске Русије 12. века.
Православна црква празнује светог Серапиона 12. (25.) јула.